# Raheem Lawal
Raheem Adewole Lawal (* 4. Mai 1990 in Lagos) ist ein nigerianischer Fußballspieler.

## Karriere

### Verein
Nwogbo kam in der nigerianischen Stadt Lagos auf die Welt und erlernte das Fußballspielen in den Jugendmannschaften diverser Mannschaften seiner Heimat. Anschließend wechselte er 2009 zur spanischen Mannschaft Club Deportivo Atlético Baleares und spielte die nächsten drei Spielzeiten für diesen Klub.
Zum Sommer 2012 verließ er Atlético Baleares und wechselte in die türkische TFF 1. Lig zum Aufsteiger Adana Demirspor. Bei seinem neuen Verein etablierte er sich zu einem der Shootingstars der Hinrunde und wurde in der Winterpause mit mehreren türkischen Erstligisten wie Bursaspor und Istanbul Büyükşehir Belediyespor in Verbindung gebracht. Schließlich wechselte Lawal zum Start der Rückrunde zum Erstligisten Mersin İdman Yurdu. Mit diesem Verein verpasste er zum Saisonende den Klassenerhalt und stieg in die 1. Lig ab.
Am letzten Tag der Wintertransferperiode 2013/14 wechselte Lawal zum Erstligisten Eskişehirspor.
Im Frühjahr 2016 wechselte er zu Osmanlıspor FK und wurde von diesem für die Saisonrückrunde 2016/17 an den Ligarivalen Kayserispor ausgeliehen.
Zur Saison 2018/19 verließ Lawal nach sechs Jahren die Türkei und wechselte zum al-Ittihad Kalba SC. Nach einer Saison kehrte er mit seinem Wechsel zum Zweitligisten Fatih Karagümrük SK wieder in die Türkei zurück.

### Nationalmannschaft
Nach seinem Wechsel zu Adana Demirspor wurde er auch für die Nigerianische Fußballnationalmannschaft entdeckt und gab im Herbst 2012 sein Länderspieldebüt. Im Januar 2013 wurde er für die Fußball-Afrikameisterschaft 2013 nominiert.